# Gers (departma)
Gers (oznaka 32) je francoski departma, imenovan po reki Gers, ki teče skozenj. Nahaja se v regiji Jug-Pireneji.

## Zgodovina
Departma je bil ustanovljen v času francoske revolucije 4. marca 1790 iz dela nekdanje province Gaskonje.

## Geografija
Gers leži na jugozahodu regije Jug-Pireneji. Na severovzhodu meji na departma Tarn in Garona, na vzhodu na Zgornjo Garono, na jugu na Visoke Pireneje, na vzhodu in severu pa na departmaje regije Akvitanije Pireneji-Atlantik, Landes in Lot-et-Garonne.